# 蘇丹 (明尼蘇達州)
蘇丹（英語：Soudan）是位於美國明尼蘇達州聖路易斯縣布賴通鎮區的一個普查規定居民點。

## 人口
根據2020年美國人口普查的數據，蘇丹的面積為1.76平方千米，皆為陸地。當地共有人口385人，而人口密度為每平方千米218.75人。